# Vikings: Valhalla
Vikings: Valhalla è una serie televisiva canadese e irlandese del 2022 ideata e scritta da Jeb Stuart e Michael Hirst, trasmessa dal 25 febbraio 2022 all'11 luglio 2024 su Netflix. È lo spin-off sequel della serie televisiva Vikings trasmessa sul canale History dal 2013 al 2021. La serie è ambientata un secolo dopo la serie originale e racconta la storia di alcuni dei più famosi norreni della storia.

## Trama
Gli eventi della serie si svolgono 100 anni dopo Vikings, tra Kattegat e Inghilterra e illustrano le tensioni esistenti sia tra i vichinghi e i regnanti inglesi che quelle interne ai vichinghi stessi legate ai contrasti tra i convertiti al cristianesimo e i fedeli alla religione tradizionale. I personaggi principali sono figure storiche realmente esistite:  Leif Erikson, Freydís Eiríksdóttir e Harald III di Norvegia, di cui vengono narrate le vicende, in particolare, in Sicilia e a Costantinopoli, fino al termine dell'era vichinga.

## Episodi
| Stagione         | Episodi | Prima TV Canada | Distribuzione Italia |
| ---------------- | ------- | --------------- | -------------------- |
| Prima stagione   | 8       | 2022            | 2022                 |
| Seconda stagione | 8       | 2023            | 2023                 |
| Terza stagione   | 8       | 2024            | 2024                 |

## Personaggi e interpreti

### Personaggi principali
- Leif Erikson (stagioni 1-3), interpretato da Sam Corlett, doppiato da Andrea Colombo Giardinelli.
- Freydís Eiríksdóttir (stagioni 1-3), interpretata da Frida Gustavsson, doppiata da Vanessa Lonardelli.
- Harald Sigurdsson (stagioni 1-3), interpretato da Leo Suter, doppiato da Gianpaolo Caprino[2].
- Canuto il Grande (stagioni 1-3), interpretato da Bradley Freegard, doppiato da Paolo Carenzo.
- Olaf Haraldsson (stagioni 1-2), interpretato da Jóhannes Haukur Jóhannesson, doppiato da Giorgio Perno.
- Jarl Haakon (stagione 1), interpretata da Caroline Henderson, doppiata da Marina Thovez.
- Emma di Normandia (stagioni 1-3), interpretata da Laura Berlin, doppiata da Anna Charlotte Barbera.
- Godwin del Wessex (stagioni 1-3), interpretato da David Oakes, doppiato da Francesco De Marco (stagione 1) e da Omar Vitelli (stagioni 2-3).

### Personaggi ricorrenti
- Liv (stagione 1, guest stagione 2), interpretata da Lujza Richter, doppiata da Erica Laiolo.
- Yrsa (stagione 1), interpretata da Álfrún Laufeyjardóttir.
- Skarde (stagione 1), interpretato da Edward Franklin, doppiato da Ermanno Giampetruzzi.
- Njal (stagione 1), interpretato da Gavan O'Connor-Duffy, doppiato da Roberto Accornero.
- Agnarr (stagioni 1-3), interpretato da Christopher Rygh.
- Jarl Nori (stagioni 1,3), interpretato da Kenneth M. Christensen, doppiato da Marco Panzanaro.
- Arne Gormsson (stagione 1), interpretato da Pääru Oja, doppiato da Edoardo Bandirola.
- Hallbjor (stagioni 1-2), interpretato da James Ballanger, doppiato da Anthony Conte.
- Principe/Re Edmund (stagione 1), interpretato da Louis Davison, doppiato da Alessandro Pili.
- Eadric Streona (stagione 1), interpretato da Gavin Drea, doppiato da Fabrizio Odetto.
- Conte Cyneheard del Kent (stagione 1, guest stagione 3), interpretato da Alan Devine, doppiato da Mario Cei.
- Conte Wulfhere del Sussex (stagione 1, guest stagione 2-3), interpretato da Mark Huberman, doppiato da Davide Fumagalli.
- Conte Oswick dell'Anglia Orientale (stagione 1, guest stagione 3), interpretato da Gavin O'Connor.
- Conte Leofric di Northumbria (stagione 1), interpretato da Martin Philips.
- Jarl Kåre (stagione 1), interpretato da Asbjørn Krogh, doppiato da Danilo Bruni.
- Regina Ælfgifu (stagioni 1-3), interpretata da Pollyanna McIntosh, doppiata da Stefania Giuliani.
- Principessa Gytha (stagioni 2-3, guest stagione 1), interpretata da Henessi Schmidt, doppiata da Valentina Framarin.
- Re Svein Knutsson (stagione 3), interpretato da Jakob Femerling Andersen, doppiato da Jacopo Parisi.
  - Principe Svein da bambino (stagione 2, guest stagione 1), interpretato da Charlie O'Connor.
- Jorundr Torvilsson (stagione 2), interpretato da Stanislav Callas, doppiato da Jona Mennite.
- Aelfwynn (stagione 2), interpretata da Maria Guiver, doppiata da Chiara Leoncini.
- Hrefna (stagione 3), interpretata da Amalia Holm, doppiata da Elena Cavalli Carbone.
  - Hrefna da giovane (stagione 2), interpretata da Emily Mcentire, doppiata da Elena Cavalli Carbone.
- Valgerda (stagioni 2-3), interpretata da Aoibhinn McGinnity, doppiata da Elisabetta Spinelli.
- Lord Harekr (stagione 2), interpretato da Bradley James, doppiato da Andrea Beltramo.
- Lady Gudrid (stagioni 2-3), interpretata da Yngvild Støen Grotmol, doppiata da Greta Bortolotti.
- Kolr (stagione 2, guest stagione 3), interpretato da Patrick Loftus.
- Principe Yaroslav il Saggio (stagione 2, guest stagione 3), interpretato da Marcin Dorociński, doppiato da Andrea Moretti.
- Mariam (stagione 2), interpretata da Hayat Kamille, doppiata da Jenny De Cesarei.
- Batu (stagioni 2-3), interpretato da Taylor James, doppiato da Luca Graziani.
- Kaysan (stagioni 2-3), interpretato da Kayode Akinyemi, doppiato da Alberto Malanchino.
- Lord Vitomir (stagione 2), interpretato da Steven Brand, doppiato da Alberto Onofrietti.
- Eleana/Imperatrice Zoe (stagioni 2-3), interpretata da Sofya Lebedeva, doppiata da Elisa Contestabile.
- Kurya (stagione 2), interpretato da Tolga Safer, doppiato da Giuseppe Russo.
- Gestr (stagione 2), interpretato da Eigil Hedegaard, doppiato da Sergio Troiano.
- Brigtoc (stagioni 2-3), interpretata da Ailbe Cowley, doppiata da Elena Mancuso.
- Cadlin (stagione 2), interpretata da Siobhán Callaghan, doppiata da Jessica Bologna.
- Dorn (stagioni 2-3), interpretata da Elaenor McLynn, doppiata da Emanuela Cardani.
- Harold Piè di Lepre (stagione 3), interpretato da Pyry Kähkönen, doppiato da Ivan Spada.
  - Harold da bambino (guest stagioni 1-2), interpretato da Ruben Lawless.
- Magnus Olafsson (stagione 3), interpretato da Set Sjöstrand, doppiato da Samuele Torrigiani.
  - Magnus da bambino (guest stagione 2), interpretato da Stefán Haukur Jóhannesson.
- Imperatore Romanos III (stagione 3, guest stagione 2), interpretato da Nikolai Kinski, doppiato da Alessandro Conte.
- Generale Georgios Maniakes (stagione 3), interpretato da Florian Munteanu[3], doppiato da Federico Viola.
- Stigr (stagione 3), interpretato da Leander Vyvey, doppiato da Alessandro Fattori.
- Harald Haraldsson (stagione 3), interpretato da Luke Harmon.
- Vescovo Grimketel (stagione 3), interpretato da Horatio James, doppiato da Alessio Talamo.
- Dunstan (stagione 3), interpretato da Peter Claffey, doppiato da Elio Meschinelli.
- Regina Katla (stagione 3), interpretata da Kate Bratchyna, doppiata da Sofia Porta.
- Principe Edward (stagione 3), interpretato da Cal O'Driscoll, doppiato da Luigi Esposito.
- Principe Alfred (stagione 3), interpretato da Henry Proctor.
- Principe Harthacanute (stagione 3), interpretato da Huey O'Meara, doppiato da Pietro Novara.
- Erik il Rosso (stagione 3), interpretato da Goran Visnjic[4], doppiato da Paolo Marchese.
- Hilde (stagione 3), interpretata da Carrie Crowley, doppiata da Silvana Fantini.

### Altri personaggi
- Etelredo II d'Inghilterra (stagione 1), interpretato da Bosco Hogan, doppiato da Giorgio Melazzi.
- Sten Sigurdsson (stagione 1), interpretato da Wolfgang Cerny, doppiato da Francesco Saverio De Angelis.
- Merin (stagione 1), interpretata da Yvonne Mai.
- Toke (stagione 1), interpretato da Jack Mullarkey.
- Ulf (stagione 1), interpretato da Sam Stafford.
- Birger (stagione 1), interpretato da Frank Blake, doppiato da Valerio Amoruso.
- Gunnar Magnússon (stagione 1), interpretato da Leifur Sigurðarson.
- Jarl Gorm (stagione 1), interpretato da Julian Seager, doppiato da Alessandro Conte.
- Øgda (stagione 1), interpretato da Bill Murphy.
- Johan (stagione 1), interpretato da Jaakko Ohtonen.
- Tomas (stagione 1), interpretato da Robert McCormack.
- Vestian (stagione 1, guest stagione 3), interpretato da Ethan Dillon.
- Indovino (stagioni 1-3), interpretato da John Kavanagh, doppiato da Guido Ruberto.
- Altöra (stagione 1), interpretata da Annabelle Mandeng, doppiata da Francesca Vettori.
- Re Sweyn Barbaforcuta (stagioni 1-3), interpretato da Søren Pilmark, doppiato da Mario Zucca.
- Sigeferth (stagione 1), interpretato da Stephen Hogan.
- Duca Riccardo II di Normandia (stagioni 1, 3), interpretato da Jack Hickey, doppiato da Davide Fumagalli.
- Ganna (stagione 1), interpretata da Mary Murray, doppiata da Simona Biasetti.
- Osparkr (stagione 2), interpretato da Owen J. Barton.
- Thorgills (stagione 2), interpretato da Barry Calvert.
- Hamundr (stagioni 2-3), interpretato da Ciaran McMahon, doppiato da Gianni Quillico.
- Gunn (stagioni 2-3), interpretata da Jade O'Connor.
- Áki (stagioni 2-3), interpretato da Eoghain Francis Kiernan, doppiato da Marco Sgrevi.
- Skögul (stagioni 2-3), interpretata da Sharon McCoy.
- Bekkhild (stagioni 2-3), interpretata da Margarita Grillis.
- Baggi (stagione 2), interpretato da Dan Poole, doppiato da Mattia Bressan.
- Tyrach (stagione 2), interpretato da Uriel Emil, doppiato da Claudio Moneta.
- Alice (stagione 2), interpretata da Noni Stapleton, doppiata da Elda Olivieri.
- Khan dei Peceneghi (stagione 2), interpretato da Stany Coppet, doppiato da Daniel Magni.
- Vladika (stagione 2), interpretato da Jed Murray, doppiato da Andrea de Nisco.
- Emiro  di Siracusa (stagione 3), interpretato da Christian Vit, doppiato da Maurizio Tesei.
- Il Cardinale (stagione 3), interpretato da Cosimo Fusco, doppiato da Mario Brusa.
- Papa Giovanni XIX (stagione 3), interpretato da Paul Ward.
- Mehmet (stagione 3), interpretato da Kevork Malikyan, doppiato da Riccardo Peroni.
- Il Patriarca (stagione 3), interpretato da Christopher Sciueref, doppiato da Sergio Romanò.
- Duca William di Normandia (stagione 3), interpretato da Ely Solan, doppiato da Davide Minetto.
- Walter (stagione 3), interpretato da Keith McErlean, doppiato da Marco Panzanaro.
- Harold Godwinson (stagione 3), interpretato da James Collins.
- Tostig Godwinson (stagione 3), interpretato da Cooper Murray.
- Tamar (stagione 3), interpretata da Sónia Balacó, doppiata da Camilla Gallo.
- Niketas (stagione 3), interpretato da Lucas Dutra.
- Calinicus (stagione 3), interpretato da Najib Oudghiri, doppiato da Roberto Palermo.
- Lang (stagione 3), interpretato da Keith Murphy.
- Jarl Asmund (stagione 3), interpretato da Seamus Moran, doppiato da Riccardo Peroni.

## Produzione
Le riprese della serie sono iniziate all'inizio di ottobre 2020 negli Ashford Studios di Wicklow in Irlanda dove è stato realizzato anche Vikings e in alcune zone del mediterraneo. Le stesse riprese poi sono state successivamente sospese a causa della pandemia di COVID-19 e i test positivi di alcuni tra componenti del cast e tecnici quindi sono riprese ad agosto 2021. Nel gruppo di sceneggiatori del produttore Jeb Stuart fanno parte Vanessa Alexander, Declan Croghan e Eoin McNamee mentre il primo episodio è diretto da Niels Arden Oplev.
Nel mese di marzo del 2022 la serie viene riconfermata per una seconda e una terza stagione.
La produzione della seconda stagione si è conclusa a novembre 2021 e tra i registi sono compresi Niels Arden Oplev, Steve Saint Leger, che ha già diretto molti episodi di Vikings, e Hannah Quinn.
La produzione della terza stagione è iniziata a maggio 2022, concludendosi ad ottobre dello stesso anno, con pubblicazione prevista per il 2024.
Il 6 ottobre 2023 viene annunciato che Netflix ha cancellato la serie e che la terza stagione sarà l'ultima.